# Uranothauma umbrata
Uranothauma umbrata är en fjärilsart som beskrevs av Talbot 1935. Uranothauma umbrata ingår i släktet Uranothauma och familjen juvelvingar. Inga underarter finns listade i Catalogue of Life.